# Ulrich I. (Ostfriesland)
Ulrich I. (* um 1408 wahrscheinlich in Norden; † 25. oder 26. September 1466 in Emden auf der Burg) war Graf von Ostfriesland.

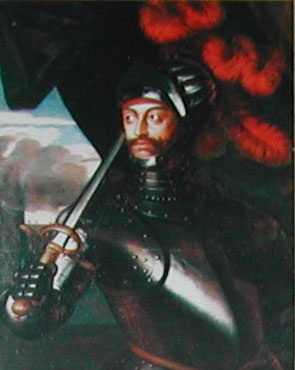
Ulrich I. (Ostfriesland)

## Eltern
Ulrich entstammte einer zunächst wenig bedeutenden Greetsieler Häuptlingsfamilie, dessen Besitzungen außer in Greetsiel hauptsächlich im Norderland lagen. Sein Vater Enno Edzardisna hatte als Erbe der Norder Attena die Häuptlingswürde in Norden übernommen und nach dem Tod seines Bruders Haro auch die Häuptlingswürde von Greetsiel mit der dortigen Stammburg.
Ennos erste Gemahlin ist urkundlich nicht belegt. Ulrichs Mutter ist Gela, die Tochter des Affo Beninga, Häuptling zu Pilsum und Manslagt, und der Tiadeka Siartza von Berum.  Sie war die zweite Ehefrau Ennos. Nachdem Gelas einziger Sohn aus erster Ehe, der Häuptling Liudward Cirksena („Syrtza“) zu Berum, Mitte der 1430er Jahre ohne Nachkommen verstorben war, waren Gela und deren Nichte Frauwa Cirksena („Sydzena“) die alleinigen Erben der Cirksena von Berum. Enno gelang es, seinen Sohn aus erster Ehe, Ulrichs Stiefbruder Edzard, mit Frauwa zu verheiraten. Zudem nahmen Edzard und Enno den Familiennamen und das Wappen ihrer Ehefrauen an, um die Erbfolge zu betonen. So gelangte Enno zwischen 1404 und 1408 an die Häuptlingswürde zu Pilsum und Manslagt. 1441 starben Edzard und Frauwa 1441, ohne Kinder zu hinterlassen. Daraufhin wurde  Berum mit dem Familienbesitz vereinigt.
Als das ostfriesische Häuptlingsgeschlecht der Kenesna tom Brok – entgegen dem Prinzip der Friesischen Freiheit – in der zweiten Hälfte des 14. und im ersten Viertel des 15. Jahrhunderts eine eigene Landesherrschaft in Ostfriesland begründen wollte, schloss sich Enno der Opposition unter Focko Ukena an, der es 1427 bei der Schlacht auf den Wilden Äckern gelang, die tom Brok zu stürzen.

## Leben
Ulrichs genaues Geburtsjahr ist unbekannt. Wahrscheinlich wurde er um 1408 wahrscheinlich in Norden geboren. Vermutlich wuchs er zunächst in Norden und Manslagt (oder Larrelt) und nach dem Tod seines Onkels Harro auf der Stammburg in Greetsiel auf.
Zusammen mit seinem Vater und seinem älteren Stiefbruder Edzard trat Ulrich 1430 erstmals politisch handelnd in Erscheinung. Die drei schlossen mit einigen ostfriesischen Landesgemeinden den „Freiheitsbund der Sieben Ostfrieslande“. Dieser richtete sich gegen Focko Ukena, der nach dem Sturz der tom Brok nun seinerseits an der Errichtung einer Landesherrschaft arbeitete. Um Ukena besiegen zu können, verbündete sich der „Freiheitsbund der Sieben Ostfrieslande“ mit der Hansestadt Hamburg, die ihrerseits die Unterstützung der Likedeeler durch die ostfriesischen Häuptlinge beenden wollte. 1433 gelang den Hamburgern die Einnahme von Emden und der endgültige Sieg über Ukena bei Norden (Bargebur). Um der Piraterie endlich Herr zu werden, blieben die Hamburger in Ostfriesland und besetzten Emden sowie die Burg Stickhausen und die Festung Leerort. In dieser Zeit begannen die Cirksena, ihre Stellung weiter auszubauen. So gelang es ihnen und ihren engsten Verbündeten, die Herrschaft über Landesgemeinden Ostfrieslands nach und nach zu erlangen, weil diese sich lieber den Cirksena als einer Fremdherrschaft unterwarfen. Im Jahre 1439 übertrug auch die Hansestadt Hamburg ihre besetzten Gebiete in Ostfriesland den beiden Cirksena-Brüdern Ulrich und Edzard zur Verwahrung.
Nach der Teilung des Besitzes mit seinem Bruder Edzard erhielt Ulrich das Auricherland. Nach der Heirat mit der Tochter des Häuptlings Wibet von Stedesdorf (1439) übertrug dieser ihm am 28. April 1440 die Herrschaften Esens und Stedesdorf.
Als Edzard und Frauwa im Jahr 1441 ohne Nachkommen zugleich an der Pest verstarben, erbte Ulrich auch den Nachlass der Cirksena von Berum. Auch er übernahm diesen seinerzeit in Ostfriesland höchst angesehenen Familiennamen für sich und seine Nachkommen. Ab 1444 nannte er sich Häuptling in Ostfriesland. Ulrich versuchte in der Folgezeit, seine Herrschaft zu etablieren. Um sich die Unterstützung der Emder, die rechtlich noch unter Hamburgischer Herrschaft standen, zu sichern, verhalf er der Gemeinde 1442 zur Ratsverfassung. Zudem ließ er die dortige Burg aus- und die von den Hamburgern geschleifte Grenzfeste bei Detern mit Unterstützung der Lengener Landesgemeinde wieder aufbauen. Dadurch geriet er in Konflikt mit der Hansestadt, die ab 1447 mit Billigung Ulrichs ihre ostfriesischen Besitztümer wieder selbst verwaltete. Sechs Jahre später gelang es Ulrich mit Unterstützung anderer Häuptlinge, die Hamburger endgültig aus Ostfriesland zu vertreiben. Anschließend sicherte der Cirksena seine Herrschaft ab. So ließ er sich von den Nachkommen der Idzinga von Norden, der Kankena (1442), der tom Brok, der Allena (1449), der Addinga (1453), der Abdena von Emden, den Häuptlingen Abeko von Loppersum, Gerd von Petkum (1460) sowie Eggo Addinga (1466) und von Verwandten deren Rechtstitel verbindlich gegen eine entsprechende Abfindung abtreten.

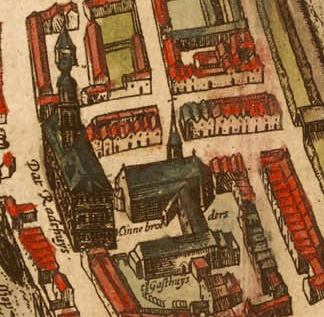
Das Franziskanerkloster in Emden nach der Reformation (Ausschnitt aus eine Stadtansicht von Braun Hogenberg aus dem Jahr 1575)

Ulrich erreichte durch vielfältigste Interventionen auf politischer Ebene am 1. Oktober 1464 die Erhöhung in den erblichen Reichsgrafenstand durch Kaiser Friedrich III. Am 23. Dezember 1464 fand die offizielle Belehnung mit der Reichsgrafschaft Ostfriesland in der Kirche des Franziskanerklosters in Faldern statt. Dabei wurden er und sein Neffe Sibet Attena zu Rittern geschlagen. Ulrich musste dafür allerdings eine erhebliche Summe an die kaiserliche Kanzlei bezahlen. Die stets knappe Finanzlage und die aufwendige Hofhaltung des Kaisers begünstigte dessen Entscheidungen.
Ulrich I. starb am 25. oder 26. September 1466 auf seiner Burg in Emden. Am 27. September wurde er im Kloster Marienthal zu Norden beigesetzt. Nachdem dieses Kloster 1531 zerstört und Ulrichs Enkel, Graf Enno II., 1540 gestorben war, erfolgte nach der Fertigstellung des monumentalen Enno-Grabmals in der Großen Kirche zu Emden 1548 die Umbettung der Gebeine der Cirksena – und damit auch Ulrichs – von Norden nach Emden. Im Jahre 1948 wurde der Rest dieser Gebeine in der durch den Zweiten Weltkrieg zerstörten Großen Kirche geborgen und in das 1875/76 auf dem Friedhof zu Aurich errichtete Mausoleum der Ostfriesischen Fürsten überführt.

## Familie
Ulrichs erste Frau war Folcka, die Erbtochter des Häuptlings Wibet von Stedesdorf. 1440 übertrug sie ihm die Herrlichkeit Esens mit allen ihren Rechten und Gerechtigkeiten. Sie starb im Jahre 1452. Seine zweite Gemahlin wurde 1453 Theda Ukena, Tochter von Uko von Oldersum und damit Enkelin des mächtigen Häuptlings von Leer, Focko Ukena.
Ulrich und Theda hatten sechs Kinder:
- Heba (18. November 1457–nach 1492), heiratete Graf Erich I. von Schaumburg-Pinneberg
- Gela (1458–1497),
- Enno (* 1460; † 19. Februar 1491 ertrunken),
- Edzard (* Januar 1462,  14. Februar 1528, heiratete am 8. Juli 1498 Elisabeth Gräfin von Rietberg)
- Uko (Otto) (1463–1507), 1481 immatrikuliert an der alten Universität Köln (Universitas Studii Coloniensis),
- Almuth (1465–1522/23).